# Campionato irlandese di calcio
Il campionato irlandese di calcio è un insieme di tornei nazionali e regionali posti sotto l'egida della Federazione calcistica dell'Irlanda (Football Association of Ireland, FAI). Il campionato consta di 12 livelli. I livelli calcistici nella Repubblica d'Irlanda sono tradizionalmente classificati come senior, intermediate o junior, e sono organizzati a livello nazionale, provinciale e distrettuale, rispettivamente. I primi due livelli del campionato, Premier Division e First Division, sono gestiti direttamente dalla League of Ireland a livello nazionale e hanno un sistema di promozioni e retrocessioni chiuso. Il calcio inferiore è organizzato a livello provinciale e non prevede promozioni nella lega professionistica. Sono presenti quattro leghe, ognuna per ciascuna delle quattro province dell'Irlanda: Connacht Senior League, Leinster Senior League Senior Division, Munster Senior League Senior Premier Division, Ulster Senior League Senior Division. Nel Connacht e nell'Ulster non sono organizzati i livelli dal quarto al sesto. Nel Munster non è organizzato il sesto livello, mentre nel Leinster sono organizzati tutti i livelli dal terzo al sesto. Dal settimo al dodicesimo livello l'organizzazione cambia in base alla provincia.

## Storia
Il campionato di calcio della Repubblica d'Irlanda nacque nel 1921 e il livello di vertice era noto come A Division e non prevedeva retrocessioni. Nel 1964 la League of Ireland istituì un secondo livello organizzato a livello nazionale, la B Division, che includeva anche le squadre riserva delle squadre partecipanti al livello di vertice, e non prevedeva promozioni. Nel 1985 il campionato di calcio venne riorganizzato con la rinomina del primo livello in Premier Division, la creazione di un secondo livello chiamato First Division e con l'istituzione di un meccanismo di promozioni e retrocessioni tra i primi due livelli. La B Division divenne terzo livello nazionale, continuando a includere squadre riserve e squadre con giovani talenti. Nel 2005 la B Division venne trasformata nella U21 Division e giocata a livello di giovanili. Dal 2008 al 2011 venne organizzata la A Championship come terzo livello del campionato irlandese.

## Struttura corrente
| Livello | Serie                         | Serie                         | Serie                         | Serie                         | Serie                         | Serie                         | Serie                         | Serie                         | Serie                         | Serie                         | Serie                         | Serie                         |
| ------- | ----------------------------- | ----------------------------- | ----------------------------- | ----------------------------- | ----------------------------- | ----------------------------- | ----------------------------- | ----------------------------- | ----------------------------- | ----------------------------- | ----------------------------- | ----------------------------- |
| 1 Pro   | Premier Division (10 squadre) | Premier Division (10 squadre) | Premier Division (10 squadre) | Premier Division (10 squadre) | Premier Division (10 squadre) | Premier Division (10 squadre) | Premier Division (10 squadre) | Premier Division (10 squadre) | Premier Division (10 squadre) | Premier Division (10 squadre) | Premier Division (10 squadre) | Premier Division (10 squadre) |
| 2 Pro   | First Division (10 squadre)   | First Division (10 squadre)   | First Division (10 squadre)   | First Division (10 squadre)   | First Division (10 squadre)   | First Division (10 squadre)   | First Division (10 squadre)   | First Division (10 squadre)   | First Division (10 squadre)   | First Division (10 squadre)   | First Division (10 squadre)   | First Division (10 squadre)   |

Il calcio professionistico e quello dilettantistico non sono connessi.
| Livello  | Serie | Serie | Serie | Serie | Serie | Serie | Serie                                                                        | Serie                                                                        |
| -------- | --- | --- | --- | --- | --- | --- | ---------------------------------------------------------------------------- | ---------------------------------------------------------------------------- |
|          | Connacht | Connacht | Leinster | Leinster | Munster | Munster | Ulster                                                                       | Ulster                                                                       |
| 1 Dil    | - | - | Leinster Senior League Senior Division | Leinster Senior League Senior Division | Munster Senior League Senior Premier Division | Munster Senior League Senior Premier Division | Ulster Senior League Senior Division                                         | Ulster Senior League Senior Division                                         |
| 2 Dil    | - | - | Leinster Senior League Senior 1 | Leinster Senior League Senior 1 | Munster Senior League Senior First Division | Munster Senior League Senior First Division | -                                                                            | -                                                                            |
| 3 Dil    | - | - | Leinster Senior League Senior 1A | Leinster Senior League Senior 1A | Munster Senior League Senior Second Division | Munster Senior League Senior Second Division | -                                                                            | -                                                                            |
| 4 Dil    | - | - | Leinster Senior League Senior 1B | Leinster Senior League Senior 1B | - | - | -                                                                            | -                                                                            |
| 5-10 Dil | Galway & District League Mayo Association Football League Roscommon and District Football League Sligo/Leitrim & District League | Galway & District League Mayo Association Football League Roscommon and District Football League Sligo/Leitrim & District League | Leinster Senior League Major Amateur Football League Athletic Union League Carlow & District Football League Combined Counties Football League Drogheda Summer League Dundalk Summer League Kildare & District Football League Kilkenny & District Soccer League Leinster Football League Development League Meath & District League United Churches Football League Wexford Football League Wicklow & District Football League Fonte: | Leinster Senior League Major Amateur Football League Athletic Union League Carlow & District Football League Combined Counties Football League Drogheda Summer League Dundalk Summer League Kildare & District Football League Kilkenny & District Soccer League Leinster Football League Development League Meath & District League United Churches Football League Wexford Football League Wicklow & District Football League Fonte: | Munster Senior League Junior Premier Division Clare District Soccer League Cork Athletic Union League Cork Business League Kerry District League Limerick Desmond League Limerick & District League North Tipperary & District Soccer League Tipperary Southern & District Football League Waterford & District Junior League West Cork League West Waterford East Cork Junior League Fonte: | Munster Senior League Junior Premier Division Clare District Soccer League Cork Athletic Union League Cork Business League Kerry District League Limerick Desmond League Limerick & District League North Tipperary & District Soccer League Tipperary Southern & District Football League Waterford & District Junior League West Cork League West Waterford East Cork Junior League Fonte: | Inishowen Football League Donegal Junior League Monaghan Cavan Senior League | Inishowen Football League Donegal Junior League Monaghan Cavan Senior League |